# Amazophrynella bokermanni
Amazophrynella bokermanni es una especie de anfibios de la familia Bufonidae.
Es endémica de Brasil.
Su hábitat natural incluye bosques secos tropicales o subtropicales y marismas intermitentes de agua dulce.
Se encuentra amenazada por la pérdida de su hábitat natural.